# Malapa
Malapa est un site fossilifère, dont la grotte a livré des restes d'hominidés, localisé environ 15 kilomètres au nord-est des sites préhistoriques de Sterkfontein et de Swartkrans, en Afrique du Sud.

## Historique et descriptif
En 2008, dans la grotte de Malapa, située dans la zone des sites du « berceau de l'humanité », inscrits au patrimoine mondial de l'humanité, les restes fossiles d'un hominidé ont été découverts, identifiés comme une nouvelle espèce dénommée Australopithecus sediba en 2010,.

## Découvertes
Malapa a sans doute produit l'un des assemblages les plus complets d'homininés découverts, avec le site proche de Rising Star découvert en 2013, et il est de loin le site où des restes très complets homininés datant d'environ 2 millions d'années ont été découverts. Plus de 200 éléments sont connus en 2010. Les squelettes partiels sont initialement décrits dans deux articles de la revue Science par Berger et ses collègues comme une nouvelle espèce d'australopithèque appelée Australopithecus sediba,.

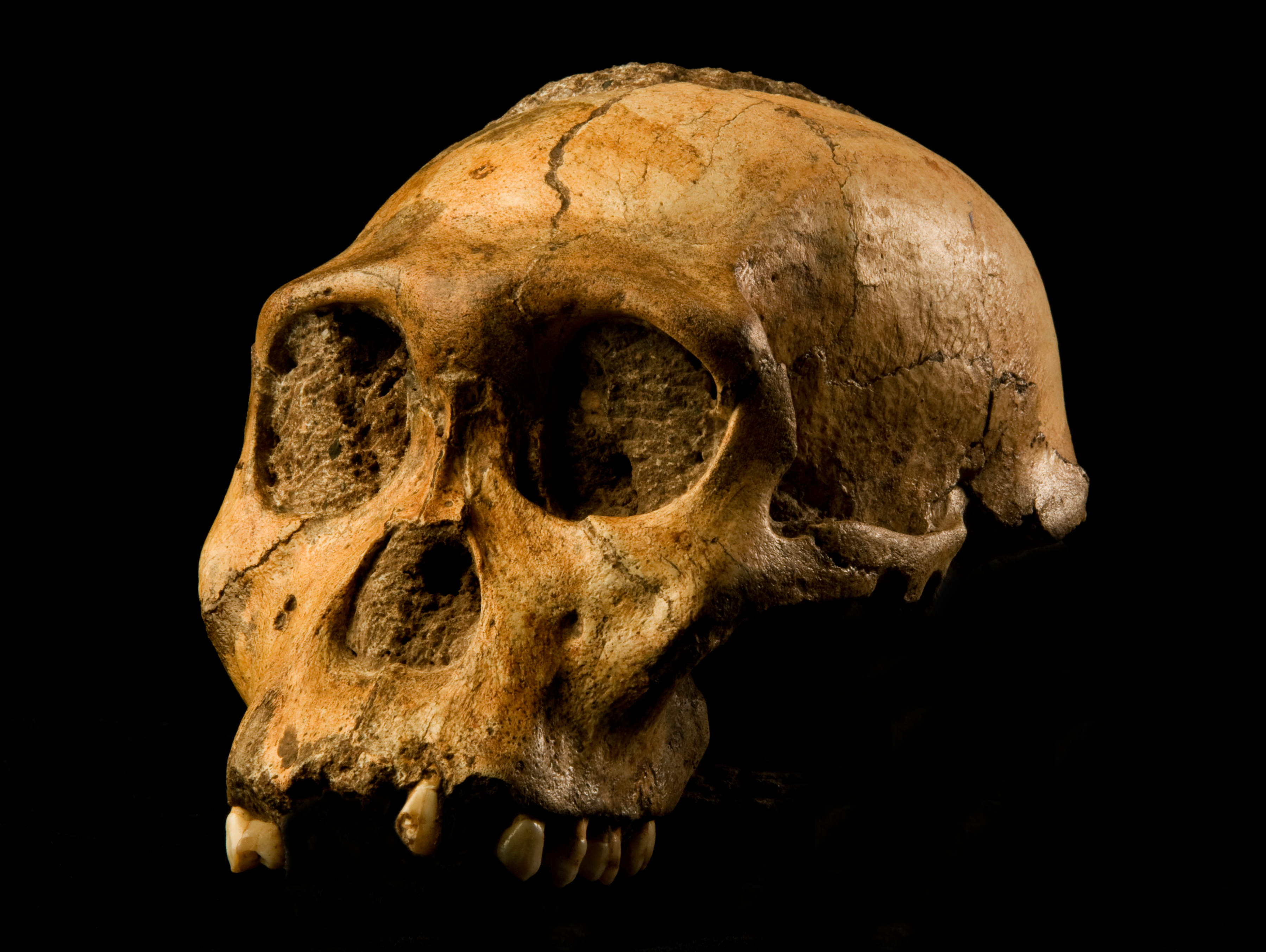
Crâne de MH1, surnommé Karabo, spécimen type de Australopithecus sediba.

En plus des fossiles mis au jour initialement, les roches collectées sur le site ont été examinées par tomodensitométrie et se sont révélées contenir d'autres os, suggérant que le spécimen type, surnommé Karabo, soit encore plus complet.
Les squelettes ont été trouvés parmi les squelettes articulés d'un chat à dents de sabre, d'antilopes et même de souris et de lièvres.

## Géologie
Les fossiles sont conservés dans une roche dure, semblable à du béton, constituée de 
sédiments clastiques calcifiés qui se sont formés au fond de ce qui semble être un lac ou une piscine naturelle souterraine peu profonde ayant pu se trouver 50 mètres sous la surface à l’époque de la mort des individus.
L'âge des fossiles a été estimé en 2010 à 1,95 million d'années à l'aide d'une combinaison de datation paléomagnétique et de datation à l'uranium-plomb (U-Pb). La datation U-Pb de la coulée stalagmitique sous-jacente indique que les fossiles n'ont pas plus de 2 millions d'années. La présence d’espèces d’animaux disparus il y a 1,5 million d’années indique que le gisement n’a pas moins que cet âge. Les sédiments ont une polarité magnétique normale, et la seule période majeure entre 2 et 1,5 millions d’années a été celle du sous-chron d'Olduvai, il y a entre 1,95 et 1,78 million d’années. En 2011, une date plus précise des fossiles a été établie : l'âge des dépôts a été estimé à 1,977 million d'années, correspondant à une période connue sous le nom d'événement pré-Olduvai.